# Powiat humański
Powiat humański lub umański dawny powiat guberni kijowskiej, z siedzibą w Humaniu.

## Miejscowości gminne
1. Babanka
2. Wójtówka(inne języki)
3. Iwańki(inne języki)
4. Kuźmina Hrebla(inne języki)
5. Ładyżynka
6. Leszczynówka (Wierchniaczka)
7. Mańkówka
8. Moszurów(inne języki)
9. Oksanina(inne języki)
10. Oradówka
11. Podwysokie(inne języki)
12. Pomojnik (Krasnopołka)(inne języki)
13. Posuchówka(inne języki)
14. Rusałówka(inne języki)
15. Talianka(inne języki)
16. Talne
17. Targowica
18. Humań(inne języki)
19. Chiżna(inne języki)
20. Szawulicha

## Wzmianka słownikowa z 1882 r.
Powiat humański
gub. kijowskiej zajmuje płd. część tej gubernii,
graniczy na płn. z lipowieckim i taraszczańskim, na wschód ze zwinigródzkim, i oddziela
się rzeką Siniuchą od gub. chersońskiej; od płd.
i zachodu otoczony gub. podolską. Rozległości
ma 3785 W. kw. Utworzony 1797 r., połączony 1799 ze zwinigródzkim, 1805 przywrócony. Według Stołpiańskiego na 344250 dzies.
rozl. miał 219 160 roli or., 69 400 łąk, 26 100
lasów i krzewów, 9450 pod wygonami, 5540
błót. 14609 pod wodą i osadami. R. 1864 miał
14204 koni, 56212 bydła, 101462 owiec zwyczajnych, 12444 oienkowełnistyoh 28423
świń, 1753 kóz. Według statystyki 1846 r. na
100 korcy zasiewu wypada 26.5 żyta, 19.3
pszenicy, 20 owsa, 4 hreczki, 18.6 jęczmienia,
10.5 prosa, 1 grochu.
Cukrowni 1866 r. było 4. Roku 1860 na 165008 ludno było 83385 męż.,
81623 kob.
W r 1864 było 179737 mieszkańców, w
tem 158 166 prawosł.. 38 raskolników, 3881
katol., 40 ewang., 17 511 izr. Według kalendarza Hurlanda 20 377 izr. t. j. 9971 męż.,
10406 kob. Powiat dzieli się na 3 okręgi aum.
(stany). lvla 30 gmin wiejskich, 108 stą,rostw.
H.. 1847 posiadał 1 miasto, 7 miasteczek, 131
siół, 16 wsi. Główne zajęcie mieszkańców stanowi rolnictwo. Znacznie też rozwinięte: hodowla bydła, pszczelnictwo, sadownictwo i ogrodnictwo. Zbywające zboże idzie do Odessy. Powierzchnia powiatu płaska, poprzerzynana rzekami, strugami, jarami, w okrainach
płn. i zach. są wzgórza. Jeziór niema, są tylko
stawy rzeczne. Błot także niewiele. Rzeki na.
leżą do bohowego dorzecza. Główne: Tykicz górny, Siniucha, Jatrań, Umanka, Konielka.
Gleba powiatu czarnoziem. Lasy liściaste. Znakomite łąki stepowe. Marszałkami szlachty tego powiatu byli: Karol Gruszecki h. Lubicz (Gruszeccy herbu Lubicz),
Henr. hr. Rzewuski h. Krzywda, Jan Stachowski h. Ogończyk, Stan. Szołczyski h. Topór,
Dyon. Rajski h. Jlelita, Flor. Różycki h. Poraj
i Józef Sawicki h. Lubicz. Najważniejsze miejscowości w pow.: H., Talne, Iwańki, Buki, Cybulów, Justyngródek, Monastyryszcze, Ochremowo. Pow. humański ma jednę tylko parafią,
katol. Humań. Dek. humailski dyecezyi łucko-żytomierskiej rozciąga się na pow. humański, kaniowski, taraszczański, część lipowieckiego i obejmuje 7 parafij: Stawiszcze, Tetyjów, Bohusław, Koszowata, Humań, Piatyhory, Monastyryszcze. Wiernych liczy 8632.